# Tegula en imbrex

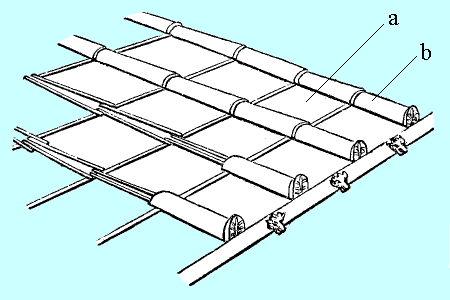
Romeins dak met tegulae (a), imbrices (b) en antefixen

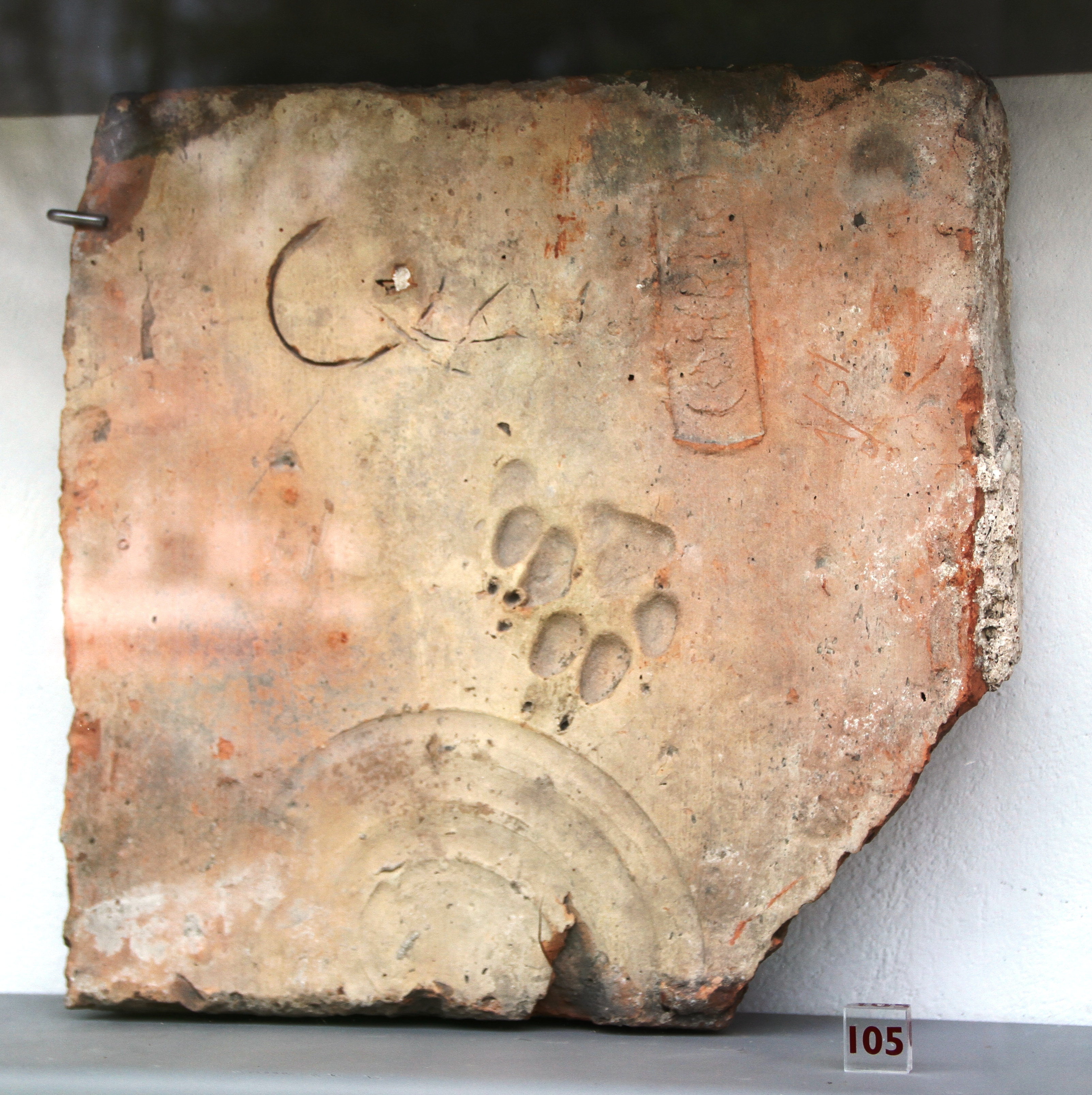
Tegula uit Aquincum (Boedapest) met pootafdruk

Tegula en imbrex zijn overlappende dakpannen die reeds in de Griekse en Romeinse oudheid werden gebruikt.

## Geschiedenis
De terracotta dakpan werd in het 3e millennium v.Chr. uitgevonden in het Oude Griekenland, mogelijk in de Peloponnesos waar de oudste dakpannen zijn gevonden. De eerste dakpannen waren halfronde pannen, die afwisselend met de holle en bolle kant naar boven werden gelegd, waardoor de naden tussen de pannen werden afgesloten. Dit vroegste dakpantype wordt het Laconische type genoemd. Het tweede model was het Korintische type: dit waren platte dakpannen met opstaande randen aan de zijkanten en een afdekpan in de vorm van een omgekeerde V die over de randen werd geschoven. Dit type werd later op tempels ook in marmeren uitvoering gebruikt. Het derde type, de Siciliaanse dakpan, werd ontwikkeld in Magna Graecia, het door de Grieken gekoloniseerde zuiden van Italië en Sicilië. De Etrusken namen het ontwerp van de Siciliaanse dakpan over, net als later de Romeinen, die de dakpannen tegula en imbrex noemden.

## Beschrijving
De tegula is een rechthoekige, platte dakpan met opstaande stroken aan de twee lange zijden. De dakpan heeft meestal een afmeting van anderhalf bij twee Romeinse voet, circa 45 bij 60 cm. De dakpannen hebben aan de boven- en onderkant links en rechts rechthoekige uitsnijdingen, waardoor ze in elkaar passen. Op het dak liggen de zijstroken van twee naast elkaar liggende tegulae tegen elkaar aan, ter afdichting wordt er een imbrex over de stootvoeg geplaatst. De imbrex heeft een halfronde vorm, die meestal iets taps toeloopt zodat de imbrices in elkaar passen. Om de opening van de onderste imbrex te maskeren wordt hier vaak een antefix op geplaatst. De monniken en nonnen-dakpannen uit de middeleeuwen worden op dezelfde manier gelegd.
Dakbedekking met tegula en imbrex was wijdverbreid in de Romeinse provincies. In archeologische contexten zijn grote aantallen van dergelijke stenen bekend uit steden, militaire kampen, vici en villa's. Tegulae zijn af en toe voorzien van stempels van de maker, vaak militaire eenheden. Ook afdrukken van dierenpootjes komen regelmatig voor: de kleivormen werden voordat ze in een Romeinse keramiekoven werden gebakken in de open lucht gedroogd, waardoor er soms dieren overheen liepen.
De namen zijn afgeleid van het Latijn: imbrex (meervoud imbrices) van imbricus = regenachtig en tegula (meervoud tegulae) = (dak)pan. Het Nederlandse woord tegel is afgeleid van tegula. De Griekse benamingen voor de tegula en imbrex waren solenes en kalupter.